# جومين
جومين قرية بولاية بنزرت بالجمهورية التونسية، وهي مقر معتمدية جومين.